# Ivan Čeliković
Ivan Čeliković (Nova Gradiška, Yugoslavia, 10 de abril de 1989-Cilipi, Croacia, 11 de diciembre de 2023)fue un futbolista croata que jugó en las posiciones de lateral izquierdo y centrocampista.

## Equipos
| Periodo   | Club                       |
| --------- | -------------------------- |
| 2007-2008 | Hajduk Split               |
| 2007–2008 | → NK Konavljanin (cedido)  |
| 2008–2009 | NK Konavljanin             |
| 2010      | NK Dugopolje               |
| 2010–2011 | NK Solin                   |
| 2011–2012 | NK Konavljanin             |
| 2012–2017 | NK Inter Zaprešić          |
| 2017–2018 | KF Shkëndija               |
| 2018–2020 | NK Inter Zaprešić          |
| 2020–2022 | NK Lokomotiva              |
| 2021      | → NK Jarun Zagreb (cedido) |
| 2022–2023 | NK Konavljanin             |

## Muerte
Čeliković murió de manera inesperada el 11 de diciembre de 2023 a los 34 años.